# بيلار ليما
بيلار ليما غوسالبيس (بالإسبانية: Pilar Lima Gozálvez)‏( فالنسيا ، 21 نوفمبر 1977 ) هي سياسة إسبانية، تخرجت في الخدمة الاجتماعية وأستاذة متخصصة في لغة الإشارة . منذ يوليو 2015 ، كانت سيناتور بوديموس عن طريق التعيين الإقليمي لفالنسيا وأول عضو برلماني يتواصل في مجلس الشيوخ بلغة الإشارة .  وهي عضوة في الفريق المشترك والمتحدث باسم لجنة المساواة. 

## سيرتها
ولدت صماء. أدركت عائلته هذا عندما كان عمرها عامين. في سن 17 ، تركت دراسات COU والتحق بدورة لغة إشارة. وفقًا لما قالته في بعض المقابلات، فقد كانت لحظة الصحوة واكتشاف هويتها. 
حاصلة على دبلوم في الخدمة الاجتماعية من جامعة فالنسيا وهي فنية متفوقة في مجال الاندماج الاجتماعي.
في الفترة 1999-2000 تلقت منحة تدريب مهني للصم الذين يعيشون في مجتمع بلنسيه الذي أنشأه برلمان بلنسيه. 
كانت عضواً في اتحاد شباب الأشخاص الصم في مجتمع بلنسيه وعملت لعدة سنوات كمدرس لغة الإشارة في هذا الاتحاد. 
في عام 2007 ، شاركت في تأليف كتاب Sordo ¡y qué! أصم! ثم ماذا حيث روى 13 شخصًا تجربتهم للتغلب على العقبات التي يواجهها الصم. 
كانت عضوًا في LAMBDA ، وهي مجموعة من المثليات والمثليين والمتحولين جنسياً وثنائيي الجنس في بلنسيه وجمعية الصم في بلنسيه.   عملت أيضًا كراعٍ في مؤسسة Vicente Ferrer حيث شاركت أيضًا لمدة 5 أشهر في مشروع لتدريب المعلمين في أنانتابور (الهند). 
تم تدريبها على لغة الإشارة وجهة نظر الصم الاجتماعية والثقافية والصم المكفوفين في مختلف الجهات العامة والخاصة. قبل أن تنضم إلى مجلس الشيوخ كانت تعمل أستاذا في الجامعة الأوروبية بفالنسيا حيث درست مقررًا اختياريا من كلية لندن للاقتصاد في الترجمة والتواصل. لقد أمضت مهنتها الناشطة والمهنية خاصة في هذا المجال مع تحدي كسر حواجز الاتصال.

### المسار السياسي
أكدت في المقابلات التي أجرتها أنها قررت الانضمام إلى السياسة التي تحركها حركة 15M وإنشاء بوديموس 
في عام 2014 ، شاركت في مجموعة المروجين التابعة للجنة إمكانية الوصول التابعة لـ مجتمع فالنسيا لبوديموس وبدأت بداياتها في دائرة Patraix التي أنشئت كدائرة مفضلة للأشخاص الصم الذين يمكنهم التواصل بلغة الإشارة . يشارك أيضًا في اللجنة الفرعية الخاصة بالصم والمكفوفين مشاركون في لجنة ولاية بودموس التابعة لدائرة الإعاقة. 
وهي عضوة في أول مجلس للمواطنين في بوديموس فالنسيا، الذي تم إنشاؤه في يناير 2015 بقيادة خايمي باولينو كوينكا أمينًا عامًا. كانت ليما أحد أكثر الأشخاص المصوت لهم في الانتخابات التمهيدية على الرغم من أنها لم تظهر في قائمة بولينو الفائزة. 
في الانتخابات البلدية والحكم الذاتي في أيار / مايو 2015 ، احتلت دائرة فالنسيا المرتبة 8 في قائمة بوديموس لكن لم تٌنتخب بثلاثة مقاعد.
في يوليو 2015 ، فازت في الانتخابات التمهيدية لشغل منصب السناتور عن طريق التعيين المستقل الذي فازت به بوديموس في فالنسيا. 
كان أول تدخل لها كعضو في مجلس الشيوخ في اللجنة الدستورية التي عقدت في 27 أغسطس 2015. كانت هذه هي المرة الأولى في التاريخ التي يتدخل فيها عضو في البرلمان الإسباني بلغة الإشارة . لقد ساعدها اثنان من المترجمين الفوريين، أحدهما لتفسير كل ما قيل في الجلسة والآخر ليكون صوتها. في اللجنة، دافعت ليما عن حق النقض الذي حققه حزبها في مشروع قانون الأمن القومي  ودعت إلى إبرام اتفاقية دولة ضد العنف ضد المرأة.  استحوذت على مقعدها الرسمي كعضو في مجلس الشيوخ في 1 سبتمبر 2015 ، وهو تاريخ الجلسة العامة الأولى بعد العطلة الصيفية.